# Каменоломня 7 (Грютен)
Каменоломня 7 (нем. Grube 7) — бывший карьер-каменоломня по добыче известняка в пределах города Хан, Северный Рейн-Вестфалия, Германия. Статус природоохранной территории получен в 1997 году.

## Положение
«Каменоломня 7» расположена на востоке города Хан, на территории, примыкающей к лесу Остерхольц (Osterholz) у границы города Вупперталь.

## История
На месте старой кустарной каменоломни вблизи деревни Грютен в 1899 году был заложен промышленный карьер по добыче доломитизированного и массивного известняка из геологического месторождения, протягивающегося полосой из долины реки Дюссель (район Неандерталь) к городу Вупперталь. Известняк перерабатывался в известковых печах Хана и его окрестностей для получения извести. Первоначально для перевозки использовался гужевой транспорт, заменённый со временем узкоколейной полевой железной дорогой, потом канатной дорогой, а после строительства туннеля у Грютена добытый известняк стали перевозить 25-тонные самосвалы. основной поток известняка направлялся в сторону железной дороги Вупперталь-Дюссельдорф, где у города Хохдаль было построено крупное предприятие по обжигу известняка. В 1964 году 250 горных рабочих добыли 720 тысяч тонн известняка.
В 1966 году карьер был закрыт и на его дне грунтовые воды образовали озеро, за параметрами которого начался постоянный контроль.
Вопреки запрету на посещение, озеро на дне каменоломни стало излюбленным местом отдыха и купания местных жителей, прозвавших каменоломню «Каньоном». К концу XX века озеро пересохло и для туристов в карьере на его скальных полках были оборудованы безопасные туристские маркированные маршруты, в том числе через каменоломню прошёл известный вуппертальский туристский маршрут Ойленкопфвег (Eulenkopfweg).
Уже в восьмидесятые годы XX века в каменоломне стали фиксироваться редкие виды животных и растений. Инвентаризация нового крупного биотопа, проведенная в 1992 году показала, что здесь произрастает 340 видов растений и обитает 7 видов амфибий, 122 вида бабочек, 63 вида птиц, 7 видов саранчи и 9 видов стрекоз. К 2011 году карьер почти полностью зарос и превратился в один из красивейший природных объектов у города Вупперталь.

## Природоохранный статус
В 1997 году «Каменоломня 7» была официально зарегистрирована как заповедная территория. Данный статус позволяет:
- сохранить и умножить те виды флоры, которым подходят крутые скалистые известняковые склоны, защищённые от холодных ветров или дающие необходимое известковое питание местным низкогорным эндемикам;
- сохранить те виды растительности, которым подходят скальные осыпи;
- сохранить засухолюбивые растения;
- сохранить редкие виды животных и растений, находящихся под угрозой исчезновения;
- сохранить редкое разнообразие и взаимозависимости мелких ландшафтных комплексов;
- дать возможность любителям геологии, биологии и экологии наблюдать и изучать местный природный комплекс, а также вести мониторинг за его изменениями, своевременно извещая соответствующие структуры о неблагоприятных явлениях или нарушениях природоохранного законодательства.